# Jean De Bast
Pour les articles homonymes, voir De Bast.
Jean De Bast, né à Bruxelles le 14 juin 1883 et mort le 24 décembre 1975, est un dessinateur et graveur de timbres-poste belges.

## Biographie
Après avoir suivi une formation artistique très complète (dessin, peinture, sculpture, gravure), il entre en 1907 à l’Atelier du timbre à Malines. Gravissant les échelons de la hiérarchie, il y terminera sa carrière comme chef d’atelier principal en 1945.
Ses premières réalisations en matière philatélique sont, en 1919, le dessin de la fameuse série « Roi casqué » et, en 1922, la gravure (à titre anonyme) de l’effigie du roi Albert Ier (type « Houyoux »).
En 1926, les souverains se rendent compte de la valeur de l’artiste, à la suite de l’émission d'un timbre au profit de l'œuvre contre la tuberculose. Conformément au souhait du roi, un concours est alors organisé entre quatre prix de Rome de gravure et De Bast, lequel remporte le concours. Dès lors, l'administration des Postes renonce à faire appel à des artistes étrangers et De Bast en devient le graveur attitré.
Tout en gardant sa fonction à l’Atelier du timbre, De Bast travaille alors comme graveur indépendant, réalisant des œuvres de très grande qualité.
En 1952, un différend l’oppose à l’administration des Postes, laquelle a fait retoucher sans son accord le coin original d’un timbre à l’effigie du roi Baudouin. Le timbre ainsi émis est tellement médiocre qu’il subit les critiques de la presse et est vite retiré de la vente.
En froid avec la Poste, De Bast devra attendre plusieurs années avant de se voir de nouveau confier la gravure de timbres. Il ne mettra fin à sa carrière de graveur qu’en 1967, à l’âge de 84 ans. Auparavant, en 1964 et 1965, deux de ses timbres avaient obtenu une médaille d’or à Paris : « Le petit Jésus, saint Jean et deux anges » (d’après Rubens) et « Les filles du peintre Cornelis De Vos ».
Au total, entre 1926 et 1967, il aura gravé plus d’une centaine de timbres-poste, une dizaine de timbres pour les chemins de fer, ainsi que 5 timbres-taxe pour le ministère des Finances.
Ce maître graveur qui, par sa maîtrise exceptionnelle, a élevé sa discipline au niveau de l’art, a obtenu de nombreuses distinctions honorifiques, tant pour son œuvre que pour son comportement patriotique durant la guerre. Dix ans après sa mort, à l’occasion de la Journée du timbre, la Poste lui a rendu hommage en émettant un timbre le représentant au travail.
Outre des timbres, De Bast a réalisé d’autres œuvres : peintures, médailles, gravures. Le service de chalcographie de la Bibliothèque royale de Belgique conserve une quinzaine de cuivres qu’il a gravés, dont il est possible d’acquérir des tirages.

## Œuvres
Tous ces timbres ont été imprimés en taille-douce. À partir de 1959, certains l’ont été en taille-douce et héliogravure combinées.

### Timbres-poste de Belgique
- « Antituberculeux », 6 décembre 1926 : lion et croix de Lorraine en typographie ; le roi Albert Ier et la reine Élisabeth, chacun dans un médaillon
- « Les sites », 2 décembre 1929 : cascade de Coo, rocher Bayard à Dinant, porte de Menin à Ypres, promenade d’Orléans à Spa, port d’Anvers, quai Vert à Bruges
- « Exposition philatélique d’Anvers », 9 août 1930 : armoiries de la ville
- « Centenaire de l’Indépendance nationale », 1er juillet 1930 : les rois Léopold Ier, Léopold II et Albert Ier, d'après des tableaux de Lieven De Winne et Jef Leempoels
- « Les châteaux », 1er décembre 1930 : châteaux de Belœil, Ooidonk, Gand, Bouillon et Gaasbeek

- « Roi Albert avec képi », 15 juin 1931
- « Infirmière au bandeau », 1er décembre 1931 : effigie de la reine Élisabeth
- « Infanterie », 4 août 1932 : émis pour l’érection à Bruxelles d’un monument à la gloire de l’infanterie ; d'après un dessin du peintre Armand Massonet
- « Ballon Piccard », 26 novembre 1932 : le ballon stratosphérique avec lequel le savant Auguste Piccard s’éleva à plus de 16 000 m en 1931
- « Chevalier », 1er décembre 1934 : croisade contre la tuberculose ; d'après un dessin de James Thiriar
- « SITEB », 25 mai 1935 : François de Taxis, premier grand maître des Postes ; d'après un tableau de Hans Holbein le Jeune
- « Hôtel de ville de Charleroi », 18 octobre 1936, d'après un dessin de Marcel Rau
- « Basilique de Koekelberg », 1er juin 1938 : le chœur de l’édifice
- « Les beffrois », 1er décembre 1939 : Furnes, Namur, Alost, Tournai
- « Portraits du Sénat » : peintures de personnages en pied, ornant l’hémicycle de la Haute Assemblée ; la plupart de ces tableaux sont de Louis Gallait. La série a été émise en quatre temps :
  - 15 août 1946 : Pépin de Herstal, Charlemagne, Godefroid de Bouillon, Robert de Jérusalem, Baudouin de Constantinople
  - 25 septembre 1947 : Jean II de Brabant, Philippe d'Alsace, Guillaume le Bon, Notger, Philippe le Noble
  - 15 décembre 1948 : Isabelle d’Autriche, Albert d’Autriche
  - 20 décembre 1949 : Philippe le Bon, Charles Quint, Marie-Christine, Charles de Lorraine, Marie-Thérèse
- « Centenaire du premier timbre-poste de Belgique », 1er juillet 1949 : postillon, train et avion, d'après un dessin de Jacques Bruynseraede
- « Union belgo-britannique », 15 mars 1950 : armoiries du Royaume-Uni et de Belgique, char d’assaut, mémorial à Hertain (Tournai) ; d'après des dessins de Marc Séverin
- « Basilique de Koekelberg », 1er mars 1952 : consécration de la basilique par le cardinal Van Roey ; d'après un dessin de Marc Séverin
- « Roi Baudouin», 14 mai 1952 : premier timbre, de grand format, à l’effigie du nouveau Roi ; d'après une photo de Robert Marchand
- « 13e congrès de l’U.P.U. », 14 mai 1952 : congrès de l’Union postale universelle, tenu à Bruxelles. Les 12 timbres représentent les grands maîtres des postes de la famille de Tour et Tassis et le château de Beaulieu ; d'après des dessins de William Goffin
- « Roi Baudouin », 10 décembre 1952 : nouvelle effigie, timbres de format standard
- « Edouard Anseele », 27 octobre 1956 : centenaire de la naissance de ce ministre d'État
- « Journée du timbre », 15 mars 1959 : serment de Jean Baptiste de Taxis devant Charles Quint ; d'après une peinture murale de Jean-Emmanuel Van den Bussche
- « Culturelle », 4 juillet 1959. Quatrième centenaire de la fondation d’une première Bibliothèque royale à Bruxelles par Philippe II : Charles le Téméraire, grandes armoiries de Philippe le Bon
- « Adrien VI », 31 août 1959 : 5e centenaire de la naissance de ce pape ; d'après un tableau de Jan van Scorel
- « Légendes et folklore », 5 décembre 1959 : les Blancs moussis de Stavelot, la Madone de la Paix ; d'après des dessins de Jean Van Noten
- « Journée du timbre », 20 mars 1960 : Alexandrine de Rye, comtesse de Tassis ; d'après un fragment de tapisserie
- « Année mondiale du Réfugié », 7 avril 1960 : 3 timbres, représentant un enfant, un homme, une femme ; d'après des dessins de Jean Van Noten
- « Frère-Orban », 15 octobre 1960 : centenaire du Crédit communal de Belgique, fondé par le ministre des Finances Walthère Frère-Orban ; d'après une médaille
- « Métiers d’art », 5 décembre 1960 : dentelle
- « Nicolaus Rockox », 20 mars 1961 : 400e anniversaire de la naissance de ce bourgmestre d’Anvers ; d'après un dessin d'Antoine Van Dyck adapté par Victor Dolphijn
- « Personnalités belges », 22 avril 1961 : Henri Vieuxtemps et W. De Mol ; d'après un dessin de Peter Colfs
- « Chefs-d’œuvre d’architecture », 12 mars 1962 : le château des comtes à Male (Sint-Kruis), la basilique Notre-Dame de Tongre ; d'après des dessins de Marc Séverin
- « Journée du timbre », 25 mars 1962 : postillon à cheval du XVIe siècle ; d'après un dessin de James Thiriar
- « Mercator », 14 avril 1962 : 450e anniversaire de la naissance de ce géographe et cartographe ; d'après une gravure de Frans Hogenberg
- « Camps de concentration », 16 septembre 1962 : allégorie ; d'après un dessin du sculpteur Idel Ianchelevici
- « Reines des Belges », 8 décembre 1962 : la reine Fabiola
- « Journée du timbre », 7 avril 1963 : malle-poste de 1505 ; d'après un dessin d'Eugène Verboekhoven
- « Centenaire de la 1re Conférence postale internationale », 7 mai 1963 : façade de l’Hôtel des Postes à Paris
- « Œuvres de Rubens », 7 décembre 1963 : Nicolas, fils du peintre ; le petit Jésus, saint Jean et deux anges
- « Personnalités belges célèbres », 2 mars 1964 : André Vésale, anatomiste du XVIe siècle
- « Journée du timbre », 5 avril 1964 : postillon du pays de Liège, vers 1835 ; d'après un dessin de James Thiriar
- « Roger de la Pasture », 19 septembre 1964 : la Descente de Croix
- « Œuvres célèbres de peintres belges », 5 décembre 1964 : enfant de Charles Ier, tableau d'Antoine Van Dyck ; les filles du peintre Cornelis de Vos
- « Philatélie de la jeunesse », 27 mars 1965 : Sir Rowland Hill, inventeur du timbre-poste
- « Journée du timbre », 25 avril 1965 : maître des postes aux chevaux du XIXe siècle ; d'après un dessin de James Thiriar
- « Centenaire du décès du roi Léopold Ier», 13 novembre 1965 : effigie d’après des timbres de 1865
- « Journée du timbre », 17 avril 1966 : facteur rural de 1852 ; d'après une aquarelle de James Thiriar
- « Professeur August Kekulé », 9 juillet 1966 : portrait de ce chimiste, inventeur de la formule du benzène
- « Culturelle », 27 août 1966 : vue et sceau de la ville de Huy ; d'après une composition de Jean Malvaux
- « Jeux d’enfants », 3 décembre 1966 : enfants formant une chenille ; d'après un dessin de Francine Somers
- « Journée du timbre », 16 avril 1967 : postillon à cheval de 1833 ; d'après un dessin d'Oscar Bonnevalle

Autres travaux de gravure en rapport avec les timbres-poste de Belgique :
- la surcharge destinée à être apposée sur les timbres de la 1re série "Orval", à l'occasion de la pose de la première pierre de l'abbaye par le prince Léopold. Cette surcharge représente le monogramme L surmonté d'une couronne, et porte la date 19-8-29.
- les ornements qui figurent sur le bloc Koekelberg. Le timbre représentant le chœur de la basilique a été émis le 1er juin 1938. Le 21 juillet, ce timbre a été réédité, dans une autre teinte, au centre d'un bloc portant :
  - en haut, un écu soutenu par deux anges et représentant la basilique vue de face
  - en bas, la devise VT PATRIA VOTVM PERSOLVAT

### Timbres pour laposte aérienne
- « Avion Fokker VII survolant diverses villes», 30 avril 1930 : impression en héliogravure ; d'après un dessin de P. Goblet
- « DC 4 Skymaster », 23 février 1946 : avion assurant la liaison Bruxelles-Léopoldville ; d'après un dessin de Marcel Cros
- « Bastogne », 15 juin 1946 : avec surtaxe au profit du fonds pour l’érection d’un mémorial en hommage aux combattants américains de Bastogne ; d'après un dessin de S. André

### Timbres pour les chemins de fer et colis postaux
- « Armes du royaume », 1923
- « Hôtel des Postes à Bruxelles », 25 février 1929
- « Centenaire des chemins de fer belges », juin 1935 : motrice diesel, locomotive à vapeur
- « Congrès international des chemins de fer, à Bruxelles », 6 juillet 1939 : allégorie ; d'après une médaille de Godefroid De Vreese
- « Métiers », 11 novembre 1942 : piocheur, machiniste, chargeur
- « Signal », 1er août 1942 : train électrique et signalisation
- « Passage à niveau », 2 juin 1946

### Timbres pour leCongo belge
- « Paysage survolé par un avion », 22 janvier 1934 : timbres pour la poste aérienne

### Projets de timbres non adoptés ou non émis
- « Albert Ier » (1928) : cette gravure est la participation de De Bast au concours qu’il a remporté face à quatre graveurs, Prix de Rome
- « Albert Ier » (1934) : projet adopté mais non émis, à la suite de la mort accidentelle du Roi ; gravure destinée à une impression en typographie
- « Protection de l’enfance noire » (1936) : timbre pour le Congo belge, représentant la reine Astrid entourée d’enfants congolais ; projet refusé au dernier moment. Finalement, la Poste a émis 3 timbres d'un type fort proche, imprimés en héliogravure sur base d'un dessin de J. De Bast
- « Prince Charles » (1947) : portrait du régent, lequel a finalement refusé que soit émis un timbre à son effigie
- « Roi Baudouin à lunettes » (1953) : projet pour remplacer le timbre médiocrement retouché par l’Atelier du Timbre